# Stanislas Lami
Stanislas Lami (geboren am 30. November 1858 in Paris; gestorben am 31. Januar 1944 ebenda) war ein französischer Bildhauer und  Lexikograf.

## Leben

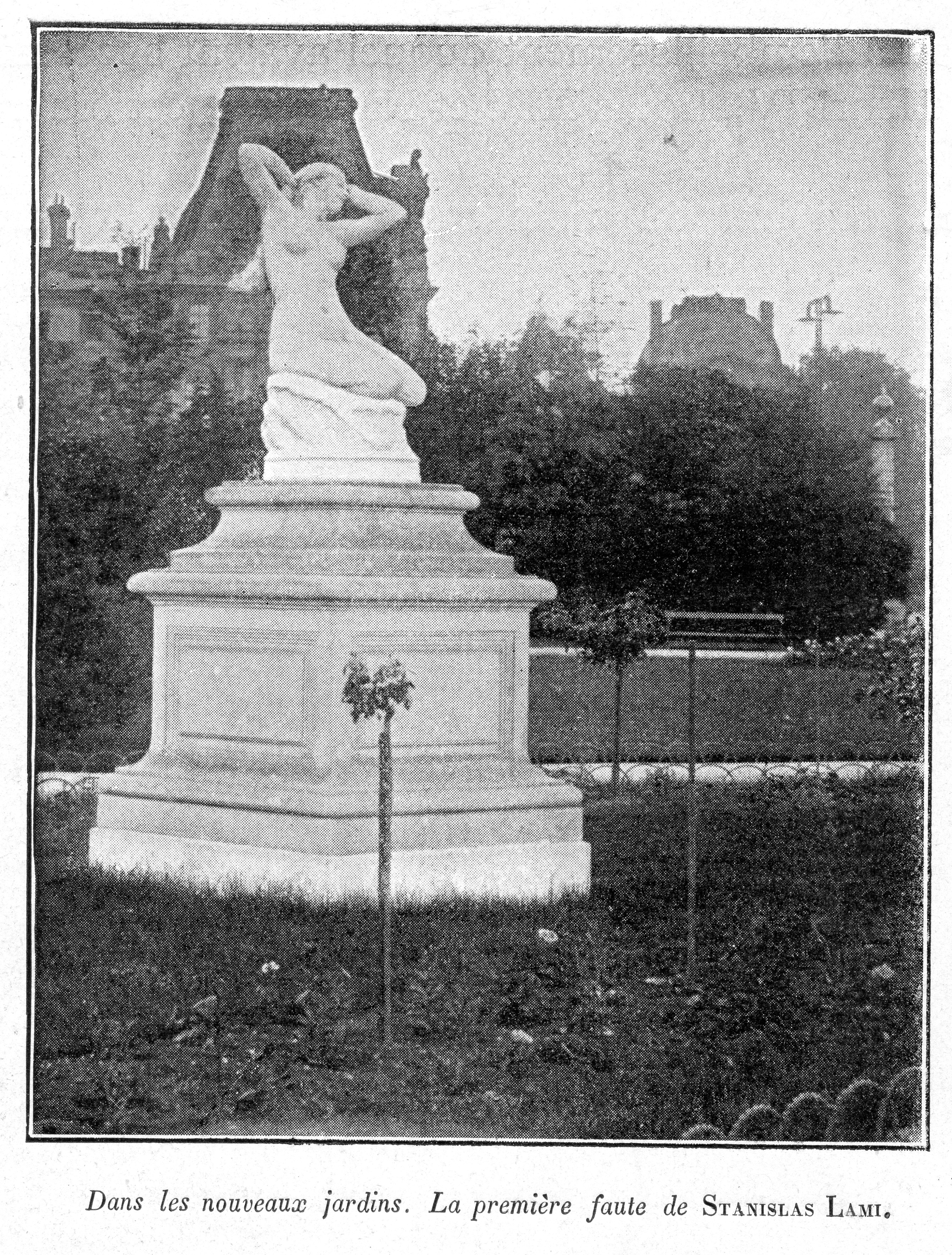
Skulptur Lamis aus dem Jahr 1897

Lamis Vater Alphonse Lami (2. Juni 1822 in Paris – 17. Juli 1867 in Alexandria) war ebenfalls Bildhauer und Ägyptologe sowie Freund von Auguste Mariette. Seine Mutter war Alexandrine-Marie Bidauld, eine Tochter des Landschaftsmalers François-Xavier Bidault und er setzte somit die künstlerische Linie in seiner Familie fort. Er arbeitete gemeinsam mit Albert Lebourg in einem Atelier. Erste Arbeiten von Lami waren 1882 beim „Salon des Artistes Français“ zu sehen, wo er im Anschluss bis 1942 regelmäßig seine Werke ausstellte. Auch im Ausland wurden seine Skulpturen in Ausstellungen gezeigt, unter anderem 1892 in München, 1893 in Chicago und 1897 in Brüssel. Auf der VI. internationalen Kunstausstellung in München erhielt er eine Medaille für Bildhauerei. Er wurde 1887 für seine Marmorskulptur L’Epave ausgezeichnet, weitere Auszeichnungen folgten beispielsweise für L’Echo. Er erhielt einige Medaillen für weitere Werke.
1884 veröffentlichte er das Dictionnaire des sculpteurs de l’Antiquité jusqu’au VIe siècle de notre ère ein Nachschlagewerk zu den Bildhauern von der Antike bis zum 6. Jahrhundert nach Christus. Zu seinen Arbeiten als Kunsthistoriker zählen insbesondere die Zusammenstellungen und Biografien der Bildhauer der französischen Schule (Dictionnaire des sculpteurs de l’école française). Er trug von 1907 bis 1911 zu den Bänden 1 bis 5 des Allgemeinen Lexikons der Bildenden Künstler von der Antike bis zur Gegenwart bei.

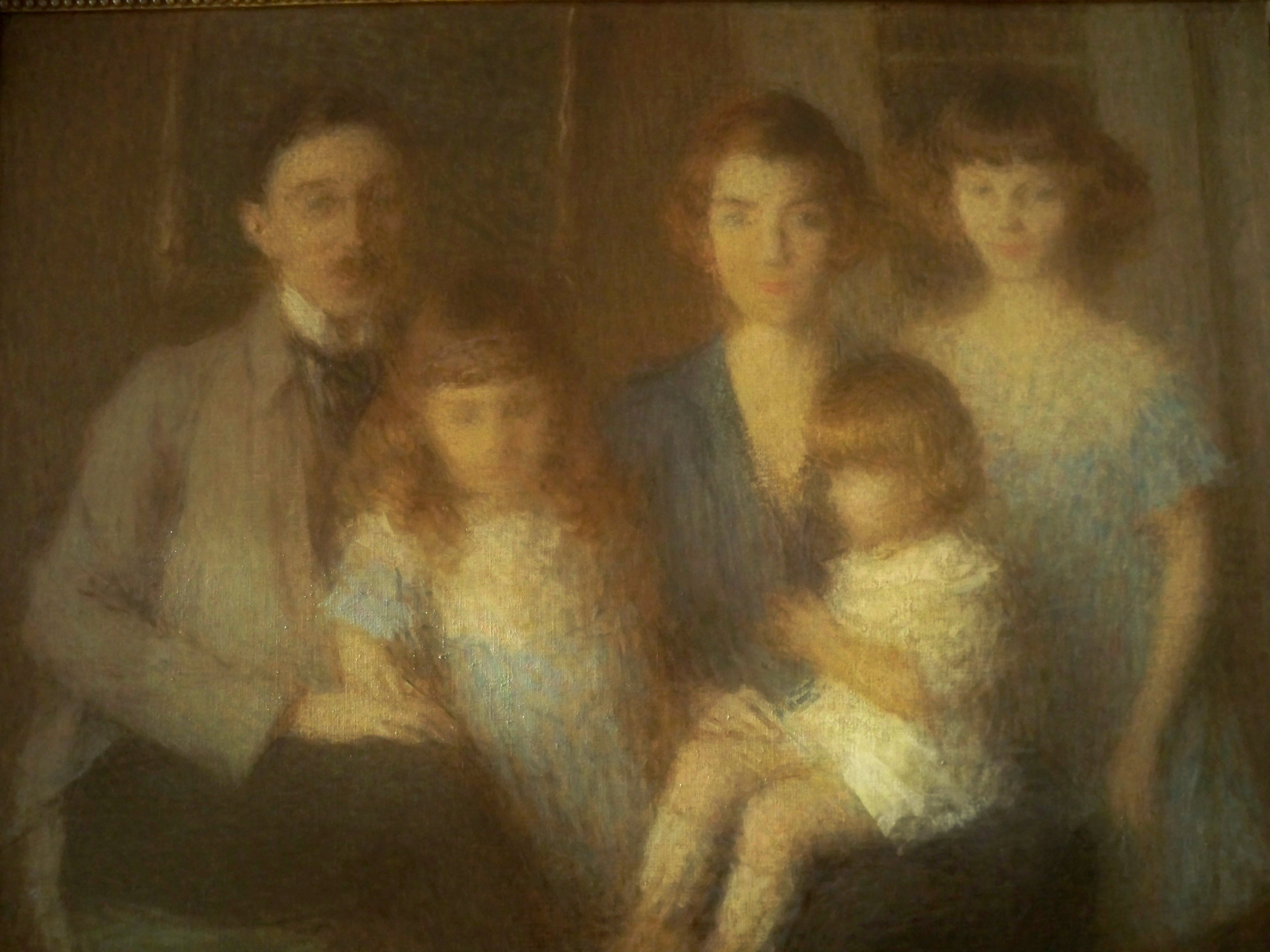
Christiane und Jacques Sainsère mit ihren Kindern (von Ernest Laurent)

Lami war seit dem 24. Juni 1891 mit Emilie Sedelmeyer (6. April 1871 bis 21. August 1961) verheiratet, der jüngsten Tochter des Kunsthändlers Charles Sedelmeyer. Sie hatten eine gemeinsame Tochter Christiane (1893–1978), von der Lami eine Büste fertigte, die 1899 als portrait d’enfant ‚Porträt eines Kindes‘ im Salon des Artistes Français (Nr. 3618) ausgestellt wurde. Aus dieser Periode stammen weitere seiner Werke, darunter eine Kinderbüste von Marc Lami sowie Büsten und eine Standfigur seiner Frau Emilie. Christiane heiratete später Jacques Sainsère, einen Sohn des Politikers Olivier Sainsère. Lami fertigte ein zweites Porträt seiner Tochter, als diese 22 Jahre alt war.

## Veröffentlichungen (Auswahl)
- Dictionnaire des sculpteurs de l’antiquité jusqu’au VIe siècle de notre ère. Didier, Paris 1884 (Digitalisat).
- Dictionnaire des sculpteurs de l'École française. 4 Teile in 8 Bänden, H. Champion, Paris 1898–1921.
  - Dictionnaire des sculpteurs de l'École française du Moyen Âge au règne de Louis XIV. Paris 1898 (Digitalisat).
  - Dictionnaire des sculpteurs de l'École française sous le règne de Louis XIV. Paris 1906 (Digitalisat).
  - Dictionnaire des sculpteurs de l'École française au XVIIIe siècle. 2 Bände, Paris 1910–1911 (Digitalisat Band 1; Band 2).
  - Dictionnaire des sculpteurs de l'École française au XIXe siècle. 4 Bände, Paris 1914–1921 (Digitalisate A–C, D–F, G–M, N–Z).